# Промил
Промил (ознака ‰), у значењу „од хиљаду“ (лат. per mille) је бездимензиона величина која означава хиљадити део целине:
1‰ = 1 · 10-3
У промилима се најчешће изражава нагиб пута, количина алкохола у крви и природни прираштај становништва.